# Atomerőmű SE
O Atomerőmű Sportegyesűlet (em português:  Esportivo "Usina Nuclear")  é um clube profissional de basquetebol situado na cidade de Pécs, Baranya, Hungria que disputa atualmente a Liga Húngara. Foi fundado em 1979 e manda seus jogos na ASE Sportcsarnok com 2.005 espectadores.

## Temporada por Temporada
| Temporada | Nível | Liga   | Pos. | Pós Temporada     | Competições Europeias | Competições Europeias |
| --------- | ----- | ------ | ---- | ----------------- | --------------------- | --------------------- |
| 2010–11   | 1     | NB I/A | 3    | Quartas de finais |                       |                       |
| 2011–12   | 1     | NB I/A | 1    | Semifinais        | Finalista             | 3 EuroChallenge TR    |
| 2012–13   | 1     | NB I/A | 3    | Terceiro lugar    | Semifinais            |                       |
| 2013–14   | 1     | NB I/A | 2    | Finalista         | Semifinais            | 3 EuroChallenge TR    |
| 2014-15   | 1     | NB I/A | 4    | Terceiro lugar    | Terceiro lugar        | 3 EuroChallenge TR    |
| 2015-16   | 1     | NB I/A | 4    | Semifinais        | Quartas de finais     |                       |
| 2016-17   | 1     | NB I/A | 11   |                   |                       |                       |
| 2017-18   | 1     | NB I/A | 8    | Quartas de finais | Semifinais            |                       |
| 2018-19   | 1     | NB I/A | 6    | Quartas de finais | Quartas de finais     |                       |
| 2019-20   | 1     | NB I/A |      |                   |                       |                       |
| 2020-21   | 1     | NB I/A | 6º   | Quartas de finais | Quartas de finais     |                       |
| 2021-22   | 1     | NB I/A | 13º  |                   |                       |                       |
| 2022-23   | 1     | NB I/A | 9º   |                   | Quartas de finais     |                       |
| 2023-24   | 1     | NB I/A | 9º   |                   |                       |                       |
| 2024-25   | 1     | NB I/A | 2º   | Terceiro lugar    | Terceiro lugar        |                       |

## Honras

### Competições Domésticas
Liga Húngara
- Campeões(4): 2001–02, 2004–05, 2005–06, 2008–09
- Finalista (4): 2000–01, 2003–04, 2009–10, 2013–14
- Terceiro Lugar (3): 2014-15, 2012-13, 2024-25

Copa da Hungria
- Campeão (4):2001, 2003, 2005, 2008
- Finalista (3):2002, 2006, 2012
- Terceiro lugar (3):1999, 2013, 2015